# Guatteria atra
Guatteria atra este o specie de plante angiosperme din genul Guatteria, familia Annonaceae, descrisă de Noel Yvri Sandwith. Conform Catalogue of Life specia Guatteria atra nu are subspecii cunoscute.